# Memoriał Alfreda Smoczyka 2008

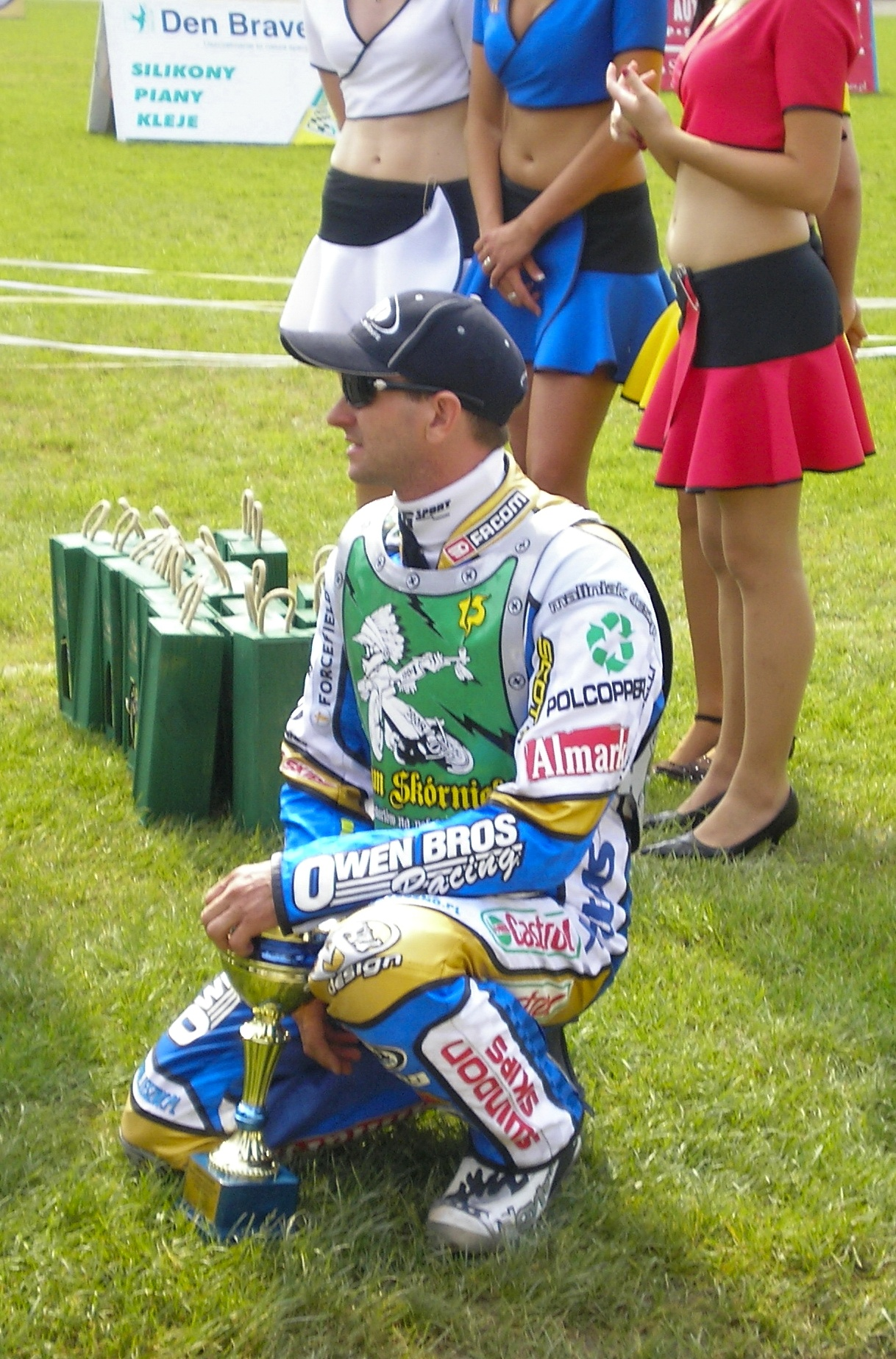
Leigh Adams - zwycięzca w Memoriale

LVIII Memoriał Alfreda Smoczyka odbył się 30 marca 2008. Zwyciężył po raz drugi w Memoriale Australijczyk Leigh Adams.

## Wyniki
- 30 marca 2008 (niedziela), Stadion im. Alfreda Smoczyka (Leszno)
- NCD: Jarosław Hampel - 61,10 sek. w 2 wyścigu

| Msc. | Zawodnik                | Klub                     | Pkt |             |  |
| ---- | ----------------------- | ------------------------ | --- | ----------- |  |
| 1    | (14) Leigh Adams        | Unia Leszno              | 13  | (3,3,1,3,3) |  |
| 2    | (5) Jarosław Hampel     | Unia Leszno              | 12  | (3,1,3,3,2) |  |
| 3    | (3) Rafał Dobrucki      | ZKŻ Zielona Góra         | 11  | (3,3,2,0,3) |  |
| 4    | (8) Wiesław Jaguś       | KS Toruń                 | 10  | (0,3,3,2,2) |  |
| 5    | (6) Rune Holta          | Stal Gorzów Wielkopolski | 10  | (2,2,2,2,2) |  |
| 6    | (10) Damian Baliński    | Unia Leszno              | 9   | (2,1,3,2,1) |  |
| 7    | (16) Troy Batchelor     | Unia Leszno              | 8   | (d,2,3,1,2) |  |
| 8    | (12) Rafał Okoniewski   | Polonia Bydgoszcz        | 8   | (3,0,2,2,1) |  |
| 9    | (11) Grzegorz Walasek   | ZKŻ Zielona Góra         | 8   | (1,2,1,3,1) |  |
| 10   | (13) Krzysztof Kasprzak | Unia Leszno              | 7   | (2,3,1,1,0) |  |
| 11   | (1) Sebastian Ułamek    | Włókniarz Częstochowa    | 6   | (2,0,0,1,3) |  |
| 12   | (4) Tomasz Jędrzejak    | WTS Wrocław              | 6   | (0,1,2,3,0) |  |
| 13   | (7) Adam Kajoch         | Unia Leszno              | 5   | (1,1,0,0,3) |  |
| 14   | (2) Tomasz Chrzanowski  | Wybrzeże Gdańsk          | 3   | (1,0,1,0,1) |  |
| 15   | (9) Karol Ząbik         | KS Toruń                 | 2   | (0,2,0,-,-) |  |
| 16   | (15) Adam Shields       | Unia Leszno              | 2   | (1,0,0,1,0) |  |
|      | rez. Robert Kasprzak    | Unia Leszno              | 0   | (0)         |  |
|      | rez. Sławomir Musielak  | Unia Leszno              | 0   | (0)         |  |

## Bieg po biegu
1. (61,30) Dobrucki, Ułamek, Chrzanowski, Jędrzejak
2. (61,10) Hampel, Holta, Kajoch, Jaguś
3. (61,80) Okoniewski, Baliński, Walasek, Ząbik
4. (61,90) Adams, K.Kasprzak, Shields, Batchelor (d)
5. (62,20) K.Kasprzak, Ząbik, Hampel, Ułamek
6. (61,50) Adams, Holta, Baliński, Chrzanowski
7. (62,50) Dobrucki, Walasek, Kajoch, Shields
8. (63,10) Jaguś, Batchelor, Jędrzejak, Okoniewski
9. (62,60) Batchelor, Holta, Walasek, Ułamek
10. (62,30) Hampel, Okoniewski, Chrzanowski, Shields
11. (62,70) Jaguś, Dobrucki, Adams, Ząbik
12. (63,50) Baliński, Jędrzejak, K.Kasprzak, Kajoch
13. (62,40) Adams, Okoniewski, Ułamek, Kajoch
14. (63,20) Walasek, Jaguś, K.Kasprzak, Chrzanowski
15. (62,10) Hampel, Baliński, Batchelor, Dobrucki
16. brak czasu - Jędrzejak, Holta, Shields, R.Kasprzak / Robert Kasprzak za Ząbika
17. (63,80) Ułamek, Jaguś, Baliński, Shields
18. brak czasu - Kajoch, Batchelor, Chrzanowski, Musielak / Musielak za Ząbika
19. (63,40) Dobrucki, Holta, Okoniewski, K.Kasprzak
20. (63,00) Adams, Hampel, Walasek, Jędrzejak